# قانون التعليم العالي والتكميلي لعام 1992
حدث قانون التعليم التكميلي والتعليم العالي في عام 1992 تغييرات في تمويل وإدارة التعليم التكميلي والتعليم العالي داخل إنجلترا وويلز والذي يترتب على ذلك آثار على الأمور ذات صلة في اسكتلندا والتي كانت تحكمها في السابق نفس التشريعات مثل إنجلترا وويلز. وعرفت من خلال الوزارة الرئيسية الأولى.
تبيّن أنّ النتيجة الأكثر وضوحًا هي السماح لخمسة وثلاثين معهدًا فنيًا بأن تتحول إلى جامعات (يشار إليها غالبًا باسم «الجامعات الجديدة» أو «جامعات ما بعد عام 1992»). بالإضافة إلى ذلك، أنشأ القانون هيئات لتمويل التعليم العالي في إنجلترا - اتش أي اف سي أي - والتعليم التكميلي -اف أي اف سي-. قام مجلس تمويل الجامعات على مستوى المملكة المتحدة بتمويل الجامعات في اسكتلندا التي كانت موضوع قوانين أخرى حيث أُنشأت مجالس تمويل التعليم العالي في كل دولة. ألغى القانون الخط الثنائي، وأنشأ مجالس تمويل موحدة وطنية، وأزال كليات التعليم التكميلي من سيطرة الحكومة المحلية، وتكوين ترتيبات لتقييم الجودة.

## ملحوظة
1. ↑  "Richards, Huw, "The collision of two worlds", ''Times Higher Education'' (December 5, 1997)". Timeshighereducation.co.uk. 5 ديسمبر 1997. مؤرشف من الأصل في 2012-05-14. اطلع عليه بتاريخ 2010-04-26.

## روابط خارجية
- Further and Higher Education Act, 1992 (for England and Wales)
- Further and Higher Education (Scotland) Act 1992 (for Scotland)